# Copa da Escócia de 1919–20
A Copa da Escócia de 1919-20 foi a 42º edição do torneio mais antigo do futebol da Escócia. O campeão foi o Kilmarnock F.C., que conquistou seu 1º título na história da competição ao vencer a final contra o Albion Rovers F.C., pelo placar de 3 a 2.

## Premiação
| Copa da Escócia de 1919-20          |
| Escócia                             |
| ----------------------------------- |
| Kilmarnock F.C. Campeão (1º título) |